# アースキン・メイ (初代ファーンバラ男爵)

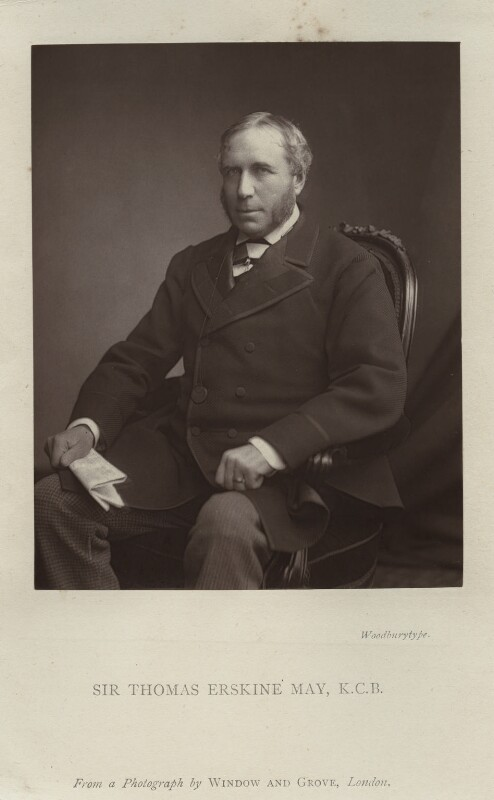
トマス・アースキン・メイ

初代ファーンバラ男爵トマス・アースキン・メイ（英語: Thomas Erskine May, 1st Baron Farnborough KCB PC、1815年2月8日 - 1886年5月17日）は、イギリスの庶民院書記官（在任：1871年 - 1886年）などを歴任した官吏、著述家。「議会の黄金時代」と呼ばれるイギリス19世紀において、自著や議会での提言を通じて議会運営改革の必要性を訴え続けていた。
特に議事規則本『議会の法、特権、手続と慣習』（1844年初版）の著者として国内外に広く知られ、本書を指して「アースキン・メイ」（Erskine May）と呼ぶことも多い。本書は21世紀においても「議会手続を定めたバイブル」「議会運営準則の中で最も権威ある書」などとイギリスで評され、メイの没後も『アースキン・メイ：英国議会法実務』の書籍名で改訂が重ねられ、2019年には第25版が出版されている。また、イギリス立憲政治（国王を戴きつつ議会主導で行われる政治体制）の史家としても知られ、ホイッグ史観的とされる。
16歳で庶民院図書館勤務を始めたメイは、長年の功績が認められて1871年に下院事務アドバイザーのトップである庶民院書記官に任ぜられた。71歳での退任後にはファーンバラ男爵に叙されたが、貴族院議員就任に間に合わず1週間後に死去し、爵位は廃絶した。

## メイの功績と社会背景概説

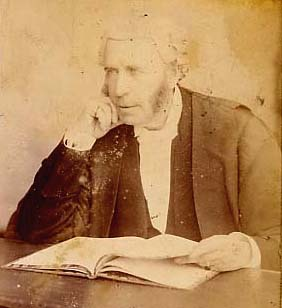
資料を見るアースキン・メイ

メイが議会運営改革を提唱した19世紀は、イギリス議会が近代化・民主化へと変容する重要な転換期に当たり、「議会の黄金時代」とも称される。18世紀後半から興った産業革命により、富裕商工業者（上層中産階級、ブルジョワジー）の社会・経済力が増していた。そしてメイの生まれた1815年は、ナポレオン戦争を終結させた第二次パリ条約の締結年でもあり、イギリス国内においても戦後苦境に陥ったブルジョワジーの間で独自の階級意識が萌芽し、次第に貴族階級との間で政治組織的に対立を激化させていった時期である。

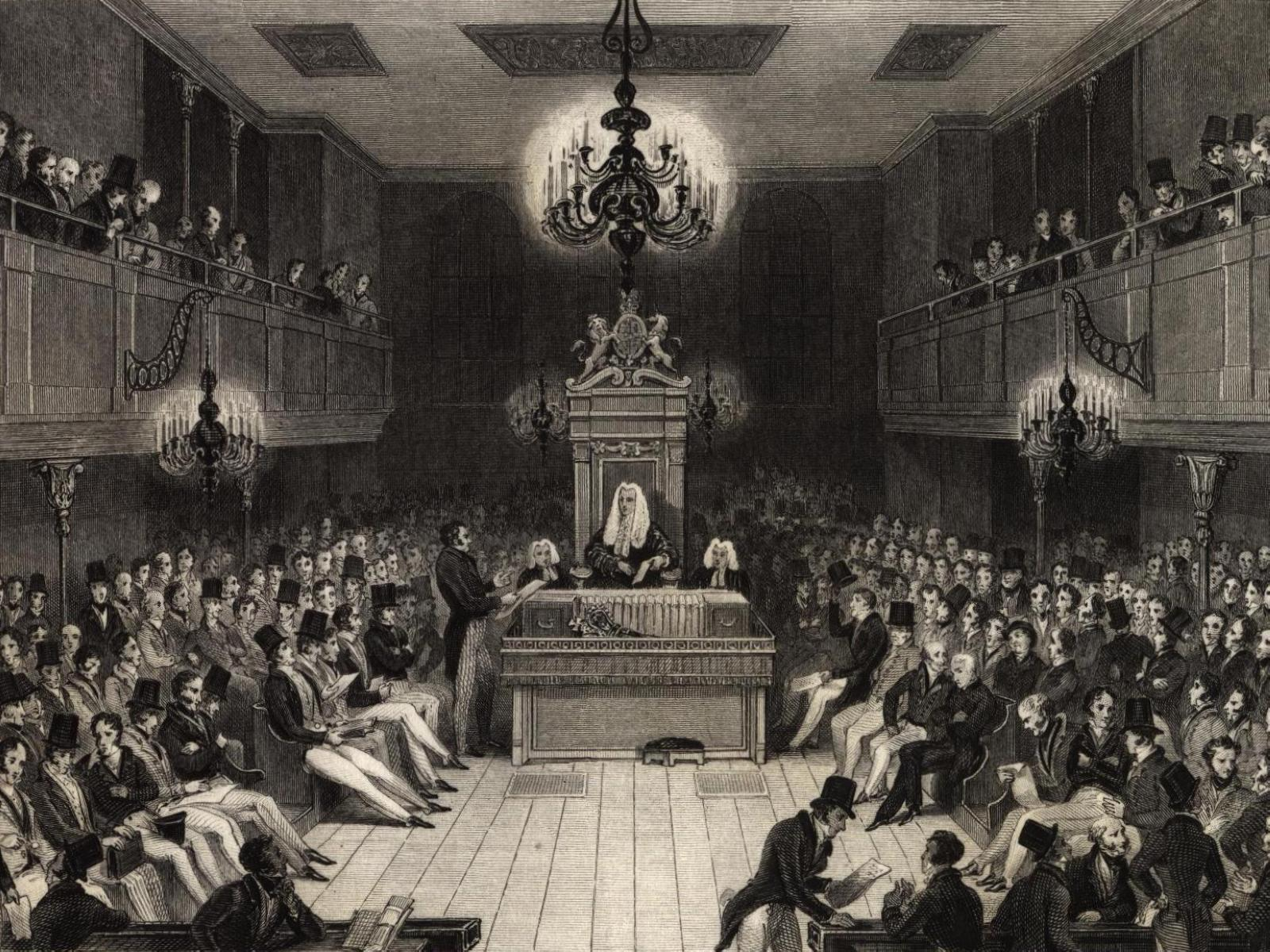
1834年当時のイギリス庶民院の様子

中等教育を終えた16歳のメイは1831年、庶民院図書館にて職を得てキャリアをスタートさせているが、その翌年1832年には長年の階級間対立が第1次選挙法改正（第1次選挙改革）の形で結実し、「イギリスにとっては政治的に決定的な出来事であった」とも評されている。当改革により、庶民院の選挙権が都市部の小売店主クラスにまで拡大された。その一方で、ブルジョワ的な金権政治の弊害も招き、従前から行われていた選挙票の買収などの腐敗行為はむしろ悪化した。
このような政情にあって、メイは30歳手前にして通称『アースキン・メイ』（1844年初版）を上梓し、議会運営と意思決定の公平性（フェアプレイの精神）を説いた。議会運営の準則を定めた教本は他にも複数あるものの、メイの視点は外部からの研究・評論ではなく、実務経験に根差して諸問題の事例を引用・解説したことが特徴として挙げられ、本書は21世紀に入ってからもしばしば実質的なイギリス憲法の一部として位置づけられている。その内容は不正選挙の公判・弾劾といった司法手続に関するものや、私法律案（private bills）の請願審理手順、庶民院（下院）・貴族院（上院）・国王間の意思疎通と権限分担など多岐に渡る。

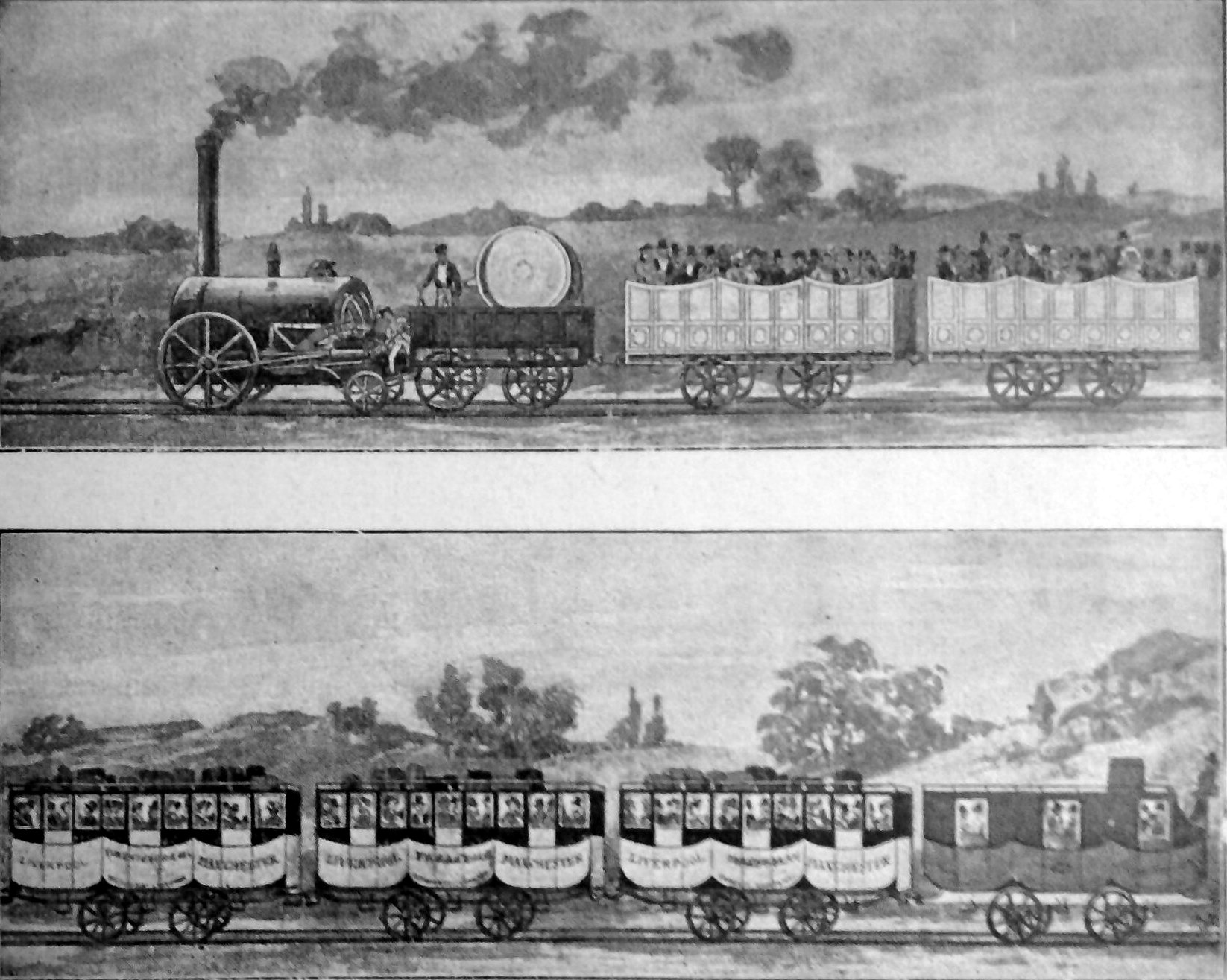
世界初の旅客鉄道リバプール・アンド・マンチェスター鉄道が1830年に開通。1840年代までの鉄道狂時代には議会に敷設の請願が相次ぐ。

また、メイが著作を通じて説いたのはフェアプレイの精神（効果性）だけではない。議会審議の脱線と時間不足（すなわち効率性）が慢性的な課題となっており、パンフレット『議会公務を促進するための所見と提言』（1849年）では、選挙の集票目的で議会弁論が冗長化していると指摘した。これに関連しメイは、議会審議に無関係な発言や長演説の禁止といった議事規則の具体的な改革を提言した。当時のメイは私法律案請願の審査員を務めており、1830年代から40年代のイギリスは鉄道狂時代とも呼ばれ、鉄道敷設を求める私法律案の請願などが議会に殺到する状況をメイは目の当たりにしていたのである。メイの議会改革提言の一部は、敬愛するチャールズ・ショー＝ルフェーブル庶民院議長を通じて1853年に穏健な形で実現している。メイの各種改革案は緻密徹底していたものの、同時に長年培った憲政の先例・原理や伝統を重んじる姿勢を忘れることはなかった。
その後、1855年12月（40歳）に庶民院書記官補佐、1871年2月には庶民院書記官に昇格任命されている。庶民院書記官とは議会運営・手続に関わるアドバイザー職のトップである。既にメイの書記官補佐時代には『アースキン・メイ』がイギリス国外でも評価を得て、第6版まで改訂が進み、書記官に昇格後も第9版まで改訂に従事した。当時のイギリスは対外的には帝国主義に基づいて覇権を拡大した時期であり、諸外国の議会関係者がメイに接触した記録も残っている。しかしながら国内での実務上では、書記官補佐時代のメイは議会規則改革の諸提言で議会の委員会から合意を得られず、書記官昇格後も改革の努力を続けた。
さらに1860年代以降、職務の傍らで執筆活動の幅も広げ、直近100年間のイギリス憲政史をまとめた『ジョージ三世の王位継承以降のイギリス憲法史（1760年-1860年)』（1861年-、全3巻）や、古代欧州から当時のアジア諸国にいたる民主主義を俯瞰した『ヨーロッパ民主史』（1877年）を記している。イギリス議会史に詳しい中村英勝は、立憲政治の母国たるイギリスにおいて19世紀以降は憲政史の研究が盛んであったと考察しており、その代表的な史家としてメイの名前を挙げている。ただし、歴史学者ハーバート・バターフィールドからは、メイのホイッグ史観（国王や国教会に対抗する議会側の主権優位性をことさら強調する視座）が批判されている。イギリスは政党政治の長い歴史を有するが、19世紀に入ってからはトーリー党（前身は宮廷党、後の保守党、地方の土地所有名望家が支持基盤）とホイッグ党（前身は地方党、後の自由党、名望家以外が支持基盤）との二大政党による舌戦が繰り広げられ、政権交代を繰り返した時代であった。メイが立場上ホイッグ党員であったかは不明だが、少なくとも議事規則をめぐっては強固なホイッグ党支持だったと言われている。

## 生涯

### 幼少期

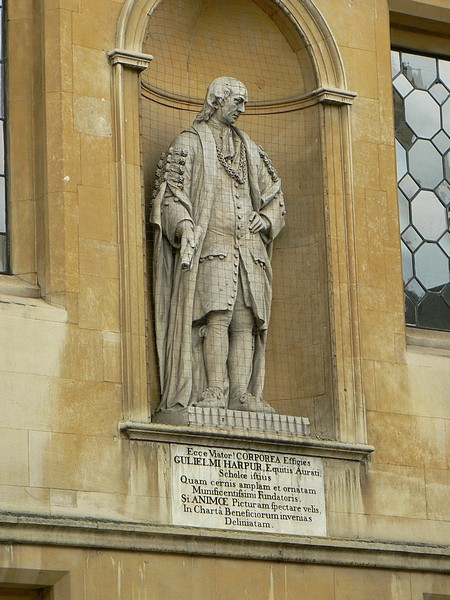
ベッドフォード・グラマースクール創立寄付者で16世紀豪商のウィリアム・ハーパー像。メイの学んだ旧舎に残る。

1815年2月8日、ロンドン北西部のカムデン区ケンティッシュ・タウンに生まれる。同年9月21日にセント・マーティン・イン・ザ・フィールズで洗礼を受け、洗礼記録における両親の名前はトマス・メイ（Thomas May）とサラ・メイ（Sarah May）である。メイの父は弁護士業を営んでいた。ただし、メイの日記を編纂したサー・ウィリアム・マッケイによると、メイは初代アースキン男爵トマス・アースキン（司法長官の役割を果たす大法官などを歴任）の息子または孫だった可能性があり、メイ自身もそれをほのめかしたという。
1826年から1831年までベッドフォード・グラマースクールで校長ジョン・ブリアートン（John Brereton）の教え子として中等教育を受けた。グラマースクールの多くは成功した商人の寄付によって設立された私立校であり、16世紀設立と古い歴史を持つベッドフォード・グラマースクールも、メイの頃には親元を離れて学ぶ寄宿制を採用していた（すなわち寄宿費を支払うだけの財力のある子弟を受け入れていた）。なお、当時のイギリスはヨーロッパ大陸と比較して一般大衆を対象とした教育制度が遅れており、中等教育はおろか初等教育も公立校が未創立の状況であり、教育格差が存在した時代であった。

### 庶民院図書館勤務の初期
その後は高等教育に進学することなく、16歳で庶民院図書館の図書館員補佐（assistant librarian）になった。当職への着任は、庶民院議長チャールズ・マナーズ＝サットンの推薦を受けてのことである。
庶民院図書館は1818年に設立されたばかりであり、メイが図書館員補佐に就任したときの司書はトマス・ヴァードン（Thomas Vardon、在任：1831年 - 1867年）だった。ヴァードンが1835年に述べたように、当時の庶民院図書館は主に「議会の儀礼、財政、法案の審議段階、法令の内容」などの情報を議員に速やかに提供することをミッションとしており、この一環で庶民院日誌（journal）に索引をつける業務も手掛けていた。日誌とは、法案の請願書や法案審議の経緯と採決結果、主要な出来事などをとりまとめた文献である（審議中の演説や討論の詳細は含まない）。庶民院日誌の索引はジェームズ1世治世（17世紀初期）の頃より、議会における慣習法の源として重要な位置づけにあった。
この索引付け業務にメイも携わることとなり、この頃より議会規則について学ぶようになる。この経験が後の『アースキン・メイ』執筆の糧となったとされる。ヴァードンが図書館司書に、そしてメイが図書館員補佐に就任した1831年時点では、1820年から1829年までの暫定索引がヴァードンの前任者ベンジャミン・スピラー（Benjamin Spiller）によって作成済の状況にあった。しかし、その後の索引付け業務は以下のとおり、幾度となく中断せざるをえなかった。

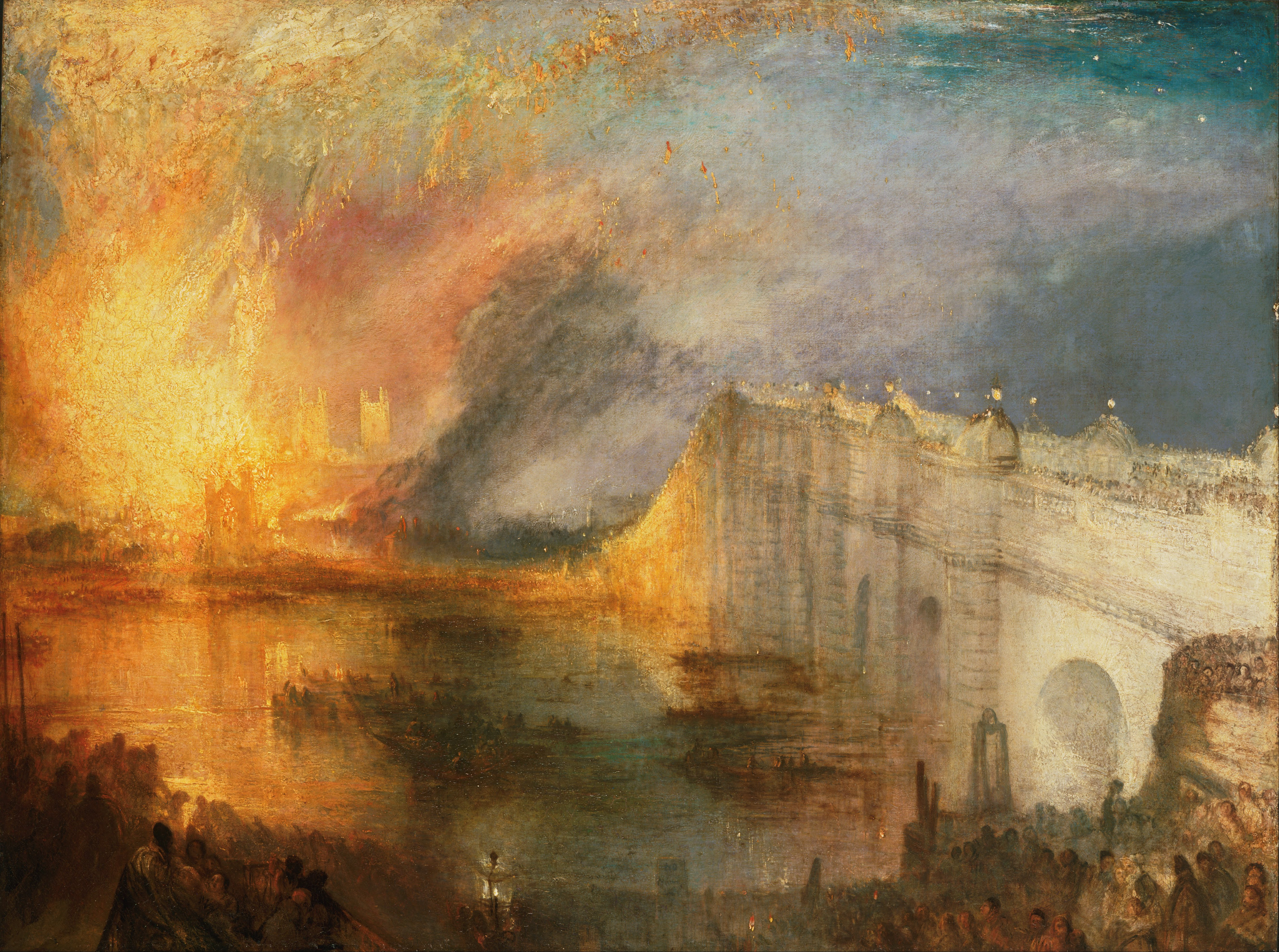
1834年の議会大火を目撃した画家ターナーによる油絵

まず、索引作成はスピラーの離任でいったん中止されている。続いて1834年10月には議会大火によって図書館の建物が焼け落ちる事件が起こった。過去の貴重な法案請願書など日誌索引付けの対象物を火の粉から守るため、図書館員たちは機転を利かせて窓から放り投げるも、蔵書の4割とほとんどの写本が失われた。だが、情報管理という責任は庶民院図書館に残されており、1836年に庶民院議長ジェームズ・アバークロンビーが改めて索引作成をヴァードンに命じた。ところがその矢先に、国王ウィリアム4世が死去してヴィクトリア女王が即位することになったため、索引作成は再び中断され、1839年8月にようやく完成した。1820年から1837年の庶民院日誌索引では"PREPARED by Thomas Vardon"と書かれており、メイの関与は明示されなかったが、庶民院日誌局（House of Commons Journal Office）所蔵の索引では手書きで"Thomas May &"とつけ加えられていたという。
個人としてのメイはこの時期、庶民院図書館勤務に在籍のまま、1834年6月に高等教育機関である法曹院のミドル・テンプルに進学している。進学から4か月後に発生した議会大火は、メイに庶民院日誌の勉強に集中する機会を与え、矛盾する可能性もあるほかの情報源を排除することができたとされる。1838年には弁護士資格免許を取得し、索引付けを完成させた1839年の同月には公務員の娘ルイーザ・ジョハンナ・ロートンと結婚した。

### 『アースキン・メイ』初版執筆（1844年）

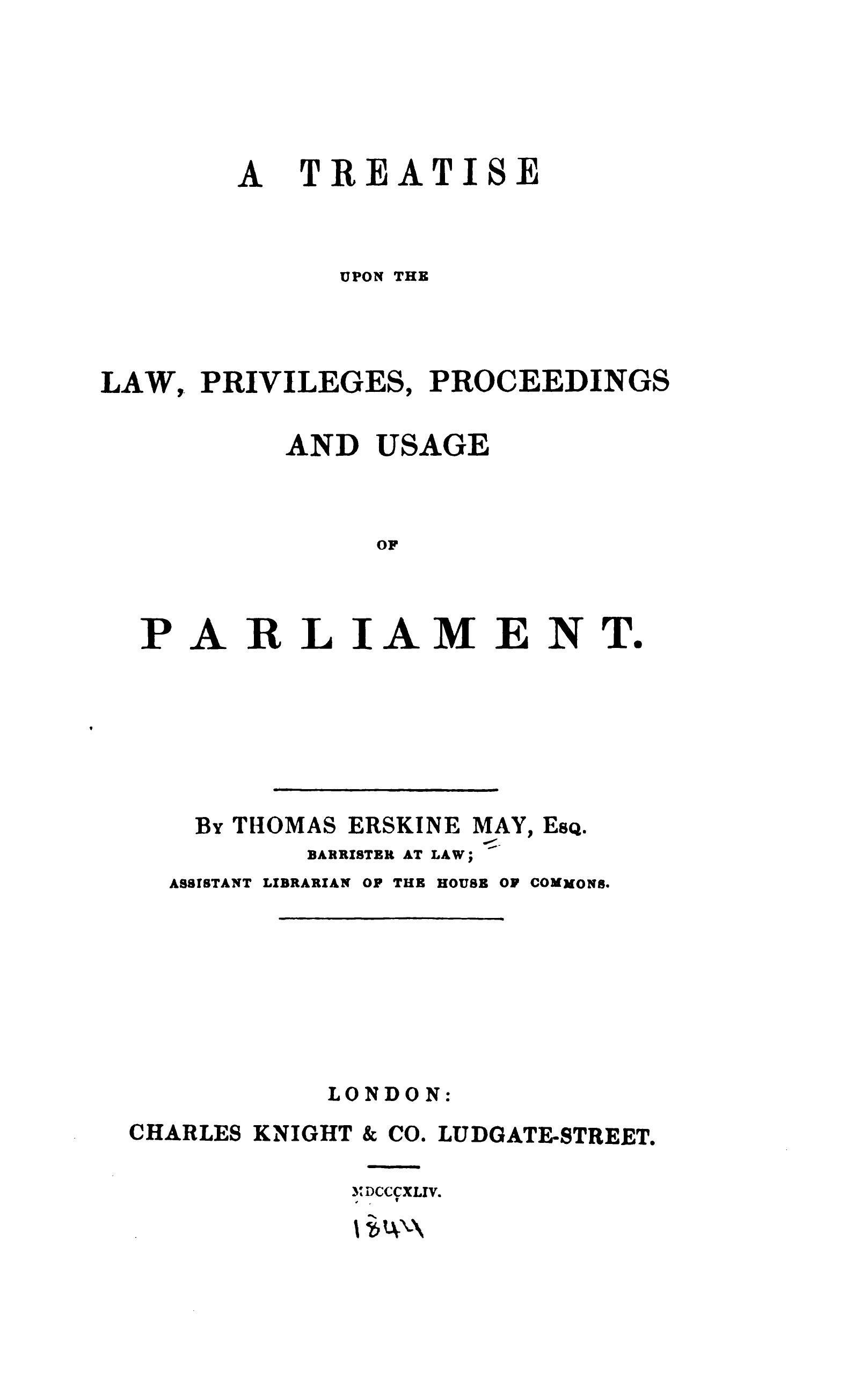
『アースキン・メイ』初版の表題紙

議事規則本『議会の法、特権、手続と慣習』（原題: "A Treatise upon the Law, Privileges, Proceedings and Usage of Parliament"）、通称『アースキン・メイ』の初版をメイが上梓したのは、庶民院日誌の索引付け業務を完了してから5年後の1844年のことである。当時のメイは30歳手前であり、肩書は庶民院図書館員補佐のままであった。後世の庶民院日誌局秘書官マーティン・アトキンス（Martyn Atkins）は『アースキン・メイ』を執筆できた要因として、ヴァードンとともに庶民院図書館の業務に関わった経験と、すでに出版されていた議事規則本に触れたことを挙げている。
当時、1832年の第1次選挙法改正に伴う議事時間の不足は議事日程における争点になっており、研究者カリ・パロネン（Kari Palonen）によればこの非効率性が『アースキン・メイ』で扱われたテーマだったという。メイは第1次選挙法改正を「議案の通過は複雑で長い手順であり、1832年時点でもエリザベス1世の議会とそれほど違わなかった」と感じていた。
1830年代から40年代にかけて、イギリスはいわゆる鉄道狂時代を迎えており、鉄道敷設を求める私法律案（private bills）の請願が議会に殺到した。これらの請願が議事規則（standing orders）に従っているかの審査が法案委員会の大きな負担になっており、チャールズ・ショー＝ルフェーブル（庶民院議長在任: 1839 - 1857年）はこの職務を「これまでの庶民院に関する職務の中で最も骨の折れる仕事」と形容した。なお『アースキン・メイ』初版を出版したとき、メイは鉄道法案に関する解説書の執筆という商機に目をつけていたが、結局は議会に関する簡単な解説に留まった。
メイは本作の初版をショー＝ルフェーブル議長に献呈し、ショー＝ルフェーブルは「現状でもたいへん役に立ち、新版が出版されれば完成度が高くなるだろう」と評した。そしてメイは、後年の出世をショー＝ルフェーブルに助けられることとなる。

### 議会運営改革の提言
『アースキン・メイ』初版を上梓した後には、1840年代の鉄道への投資熱により鉄道建設のための私法律案が大幅に増えるとともに、議会が担っていた私法律案請願の審査が庶民院議員から庶民院の役人に委ねられることになったため、メイは1847年から私法律案請願審査員に就任した。また、両院の弁護士費用査定官（taxing master、別名: costs judge）を兼務する形で、1847年から1856年まで務めた。
この時期メイは、議事規則の改革提言をとりまとめた2本と、成文法の統合改革を論じた1本の著述を行っている。メイの後任として庶民院書記官を務めたレジナルド・パルグレイヴが『アースキン・メイ』第10版（1893年）の序文で述べていたように、（初版が出版された）「1844年時点の議事規則は長期議会のそれとは本質的には同じ」であり、メイの時代であるヴィクトリア朝ではすでに立ち遅れていた。

#### 『議会公務を促進するための所見と提言』執筆（1849年）
本書は、議事規則改革を唱えたパンフレット（原題: "Remarks and Suggestions with a View to Facilitate the Dispatch of Public Business in Parliament"、ロンドン、1849年、8voパンフレット）である。その執筆背景としては、1847年から1848年の会期の長さがある。この会期は1847年11月18日に開会し、1848年9月5日にようやく閉会したが、293日にわたる会期は記録である270日（1802年 - 1803年の会期）を大幅に更新した。
1847年から1848年の会期は、ホイッグ党首ジョン・ラッセル卿率いる第1次ラッセル内閣の最中にあり、ラッセルは1846年に首相に就任した後1847年工場法（通称「十時間労働法」）、1848年公衆衛生法など改革法案を次々と打ち出し、ラッセルと連携していたピール派から「急行列車の速さ」と形容されたが、実際は内閣が弱体だったため法案成立が遅く、1847年から1848年の会期では法案200件に対し採決が255回と多く（前年と比べ、法案数は22%増、採決数は50%増）、会期中に会議が行われた1,407.5時間のうち136.25時間は0時以降だった。メイはこの状況においても立法府の目的が果たされたとの見解を示しつつも、多くの「時間、エネルギー、健康を浪費」して得た結果であると付け加えた。
議会弁論の冗長化を数字として表す一例としては演説回数の統計があり、1810年に1,194回行われた演説が1847年には5,332回と3.4倍増であった。演説回数が増えた理由として、メイは選挙の自由化により大衆が代議士の活動状況に注目するようになったことを挙げた。その前年には第14代ダービー伯爵エドワード・スミス＝スタンリーが貴族院で「選挙区が代表をさらに入念に見守るようになった」ため「議員が選挙区の注目を引くために演説回数を増やした」と指摘しており、メイと見解が一致した。
こうした情勢のなか、庶民院は公務委員会（Committee on Public Business）を設立して議事規則の改革を検討、メイも敬愛する議長ショー＝ルフェーブルに提言し、ショー＝ルフェーブルは委員会でメイの提言の一部を提出した。メイは改革の勢いが衰えないうちにパンフレット『議会公務を促進するための所見と提言』を出版し、無関係な発言を制限する、採決数を減らす、米国の「1時間ルール」（1時間を超える長演説を禁止）の導入、フランスの「弁論終了動議」の導入といった方策について意見を述べた。メイは「議事規則をめぐっては（時として露骨なまでに）ホイッグ党支持」であったとされ、メイの議事規則に関する「提言の多くが徹底的であるが、全般的には明らかな濫用を防ぐための改正を好み、古い原則を捨てることには渋った」と言われる。

#### 『議会立法機構』執筆（1854年）
1848年から1849年にかけての庶民院公務委員会は最終的にはショー＝ルフェーブルが提出した提言の一部を容れ、穏健な改革案を通した。改革案が1853年に発効すると、メイは再び議事規則改革を目指すようになり、1854年1月に『エディンバラ・レビュー』に論文「議会立法機構」（原題: "The Machinery of Parliamentary Legislation"）を寄稿した。投稿時点では匿名だったが、1881年の再版で記名となった。
メイはこの論文で、議会における先例の重要性を説きつつ、「腐敗選挙区を廃止する、穀物への徴税を廃止する、羊盗り犯を絞首刑に処さないといった改革が全て『栄誉ある憲法への侵害』」として「聖地扱い」されるという危険性も指摘した。メイはまた、議会慣例が「古く、少なくとも3世紀もの間遵守された」ことをイギリスの憲法の特徴とした。この主張は晩年になっても変わることはなく、1880年代の陸奥宗光との対談（後述）でも見られた。
先例を重んじる姿勢は「議会立法機構」の執筆スタイルそのものにも表れており、弁論終結動議（closure motion）の提言では2世紀以上前の1604年を先例引用した論述となっている。当時のメイは図書館司書のヴァードンと共作で、1547年から1714年までの庶民院日誌索引を再作成・完成させており、1604年の先例引用はこの日誌の期間と符合する。
さらにはこの日誌索引再作成の経験が、『アースキン・メイ』第2版（1851年）と第3版（1855年）の改訂にも影響を与えたとされる。ヴァードンは1857年に1837年から1852年までの日誌索引を出版するとき、『アースキン・メイ』を褒め称え、改めて索引を作成する必要がなくなったとほのめかすほどであった。
メイが「議会立法機構」で論じた提言は多岐に渡るが、実現したのはその一部のみである。議長が職務を執行できない場合に歳入委員会委員長が副議長として議長職務にあたるという提言は1855年副議長法（Deputy Speaker Act 1855）で受け入れられたが、1854年の庶民院業務特別委員会（Select Committee on the Business of the House）は保守党（旧トーリー党）多数であり、結局改革は急迫なもの（例としては、貴族院からのメッセージを庶民院に届ける業務を含む官職が廃止される予定だったため、秘書官がその業務を受け継ぐという提言が受け入れられた）を除いてほとんど進まなかった。
『議会立法機構』はメイの晩年の1881年になってパンフレットの装丁で再出版されているが、メイは再出版にあたって筆者序文を寄せ、「1854年という大昔に書いた記事を再出版するという提案は喜ばしいが、（記事が）今の状況にも適用できるか疑わざるを得なかった。しかし、それをもう一度読むと、有効な立法への障礙がそれほど残っていることと、議事規則という古い制度の欠点を補い、濫用を防ぐ措置のそれほど行われていないことに驚いた」と振り返った。

#### 『選挙法の統合について』執筆（1850年）
メイの改革提言は議事規則（立法のプロセス）に留まらず、成文法の法典化・統合・索引作成（立法の成果物）にもおよんでいる。その第一歩として1850年に『選挙法の統合について』（On the Consolidation of the Election Laws、ロンドン、1850年、8voパンフレット）を出版した。『選挙法の統合について』では議員の選挙と就任に関する法律を扱っており、メイは選挙関連の法律が250件近くもあり、その多くがすでに失効していたが正式に廃止されておらず、また重複や矛盾する箇所も多かったと指摘した。このような成文法間の不整合を正すべきとの課題認識は、選挙法に限らず既に19世紀前半には広く争点となっていた。
このような成文法間の不整合の原因として、メイは初期法案が審議の過程でその解釈が歪められやすい立法プロセス上の問題点を指摘している。しかしながら、立法府の権限を制限するような急進的な方法でこの問題を解決するのも不適切と考えていた。つまり、選挙を経ていない人物が法案起草に関わるべきではないとの見解である。そこでメイは、既存の庶民院各委員会の下部に法案起草を目的とした小委員会を創設する階層構造を提唱した。この改革案は、1857年の成文法委員会特別委員会（Select Committee on the Statute Law Commission）にて進言されている。しかし、メイがこの改革により立法に遅延が生じると認めた結果、委員会が提言を受け入れることはなかった。
メイが次に成文法の改革に関わるのは、成文法改正委員会に自身が直接参画した後のことである。なお、『選挙法の統合について』出版から四半世紀が過ぎた1875年の議会立法特別委員会（Select Committee on Acts of Parliament）において、メイは成文法の状況がかなり改善したと証言している。

### 庶民院書記官補佐として

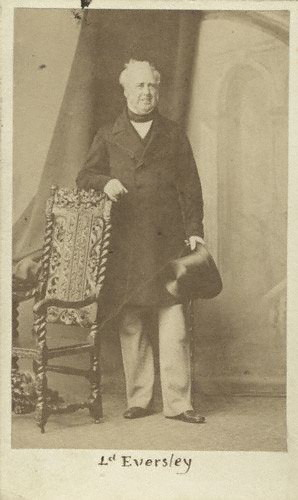
メイを重用した庶民院議長チャールズ・ショー＝ルフェーブル、1860年代の写真。

1840年代中頃から50年代中頃にかけて私法律案請願審査官などを務め、各種改革を提唱していたメイだが、その後の昇進は円滑にはいかなかった。『アースキン・メイ』の序文で献呈され、メイの提言の耳ともなっていた庶民院議長のショー＝ルフェーブルは、1850年にメイを庶民院書記官（庶民院の議事運営に関するアドバイザー職トップ）に推挙するも見送られている。これは1850年に庶民院書記官現職のジョン・ヘンリー・リー（John Henry Ley）が急死したことを受けての後任人事であるが、首相でホイッグ党首であったジョン・ラッセルが同じくホイッグ党員であった初代準男爵サー・デニス・ル・マーチャントを推したためである。後年になって、ショー＝ルフェーブルはこの出来事を回想し、メイへの手紙で「単に友人のため、政府を長年支持してきたために彼を任命したというラッセル卿の行動はなかなか正当化できない」と述べた。
ショー＝ルフェーブルはメイを庶民院書記官に任命できなかった代償としてせめて庶民院書記官補佐（clerk assistant）への任命だけでも確保しようとしたが、書記官補佐のウィリアム・リー（William Ley）は頑なに辞任せず、1856年にようやく辞任するも書記官第二補佐（Second Clerk Assistant）で自身の甥にあたるヘンリー・リー（Henry Ley）を後任に推薦してショー＝ルフェーブルを激怒させた。最終的にはショー＝ルフェーブルが首相ラッセルを説得して、1855年12月にメイの任命を認めさせた。
庶民院書記官補佐として、1861年の庶民院業務特別委員会と1869年の公務進行両院合同委員会（Joint Committee on the Despatch of Business）でも提言をしたが、いずれも成果を挙げられず、1869年の提言にいたっては「1850年以降、すでに多くの委員会が審議を進めたため、議事規則の改進はほぼ議論しつくされ、改進できるところはほとんど残されていない」と皮肉を放ったほどであった。
庶民院書記官補佐以外では、庶民院書記官補佐の在任中の1860年5月16日にバス勲章コンパニオンを授与され、1866年7月6日にバス勲章ナイト・コンパニオンを授与された。1866年11月22日、法律摘要委員会（Digest of Law Commission）の委員に任命された。また、1866年から1884年まで成文法改正委員会（Statute Law Revision Committee）の議長を務めた。成文法改正委員会はショー＝ルフェーブルの主導で設立された、成文法の改正版（Revised Statutes）を出版するための委員会であり、会期ごとという出版スケジュールであった。議会からは不要な成文法を廃止する成文法改正法が可決され、委員会の負担を軽減する措置もとられた。
またメイは業務に取り込む傍ら、著作の執筆も進め、書記官補佐の在任中には『アースキン・メイ』を第6版まで改訂出版した。

### 庶民院書記官として

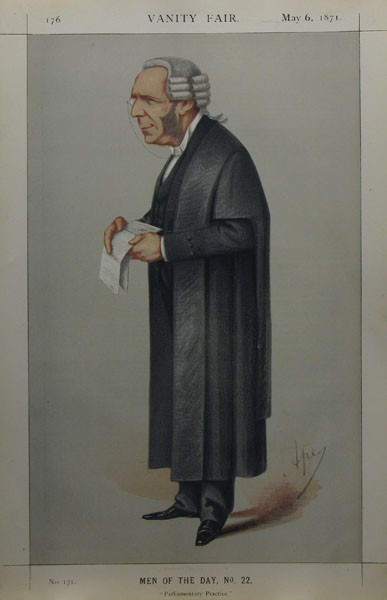
『バニティ・フェア』誌でのカリカチュア、カルロ・ペレグリーニ作、1871年5月6日出版。

1855年12月（40歳）から庶民院書記官補佐を務めていたメイだが、50代半ばにして書記官への昇格が見えてくる。当時の庶民院書記官現職はル・マーチャントであり、庶民院議長の事務会議に毎日出席するル・マーチャントはまるで「軍艦に乗る兵士」のようだ、とのちの庶民院書記官アーチボルド・ミルマンは述べている。しかしながら、このル・マーチャントが1870年秋にもうすぐ引退する予定であると明らかになった。メイがその後任になるのはもはや疑いようもなく、首相ウィリアム・グラッドストン（当時のピール派、後にホイッグ党と合流して自由党を形成）が庶民院議長ジョン・エヴリン・デニソンに対し「わずかなためらいですら不当であろう」と述べるほどであった。
こうしてメイの庶民院書記官への昇進は1871年2月2日に決定され、2月3日に発表された。メイ、56歳の時である。ル・マーチャントは自身の引退のときにメイに対し感謝を述べている。
庶民院書記官に就任した後も議事規則改革の提言を続け、1871年の庶民院業務特別委員会では「0時30分以降、異議が唱えられた業務について討議を始めることを禁止する」規則の導入を、1878年の庶民院業務特別委員会では「週に1日、歳入関連の審議のみを行い、それ以外の弁論を禁止する」規則の導入に成功した。また、1877年にチャールズ・スチュワート・パーネルがアイルランド自治問題に注目を集めようとして議会で遅滞戦術をとると、庶民院議長サー・ヘンリー・ブランドは議員が再発防止を目指して議事規則の変更を検討しているとして、メイに返答用の資料を準備させた。メイは昔提起したことのある「遅滞用の動議では弁論禁止」「議員が故意に繰り返して議事を妨害した場合、議会侮辱罪で有罪とし、登院停止などの処罰を与える」などの改革案を提起し、庶民院院内総務のスタッフォード・ノースコートはその一部に賛成したが、ブランドはノースコートには改革を通過させる決心も票数も足りないと考え、結局1878年7月に問題が再発するまで何の処置もなされず、メイはブランドへの手紙でノースコートの態度を批判した。その後、1881年1月末に人身財産保護法案（一般的には「アイルランド強圧法」（Coercion Act）と呼ばれる）が提出されると、アイルランド人議員36名が再び遅滞戦術をとり、1月31日から2月2日には会議が41時間連続で行われた。ブランドはやむなく議会の緊急状態を宣言して、2月4日から28日まで「議会の独裁者」（parliamentary dictator）として振舞い、遅滞戦術をとった議員を追い出した後法案の審議を続けた。この事件とそれを受けてグラッドストンが1882年に行った議事規則改革は1883年に出版された『アースキン・メイ』第9版に大きな影響を与えた。
庶民院書記官以外の職責・栄誉の面では、1875年と1885年に貴族院書記官への就任も目指したが、いずれも実現しなかった。しかし、1873年11月21日に出身校ミドル・テンプルの評議員に選出され、翌1874年6月17日にオックスフォード大学よりD.C.L.の学位を授与され、1880年にミドル・テンプルの朗読者（reader）に、1884年8月11日には枢密顧問官に任命された。庶民院書記官経験者が枢密顧問官に任命されるのは2017年時点でもメイの1例しかなかったという。

### 憲政史家として
庶民院書記官補佐および書記官時代のメイは執筆の幅も広げ、後に憲政史・民主史家としても評価されることとなる。この時期のイギリス社会は、民主主義が真の意味で大衆に浸透し始めている。1850年頃から1870年代初期までは「イギリス資本主義の空前の繁栄」を見せ、各地で急速に工業化が進んだ時代である。1860年代には労働運動が高まった。また、「知識税」とも批判されて一般大衆の学ぶ自由を阻んでいた印紙法（別名: 新聞税）の1855年廃止も大きい。これにより地方新聞が急速に発達、各地に敷設された鉄道網に乗って新聞が流通し、ロンドン中央政界のニュースが地方の政情にまで影響を与えるようになった。不正と審議遅延を招いた1832年の第1次選挙法改正から35年後の1867年には第2次選挙法改正が、続く1884年には第3次選挙法改正が行われ、選挙権が2次で都市労働者まで、3次では農村・鉱山労働者まで広がった。つまり、大衆民主主義に必要な社会インフラが整備された時代に、メイはイギリス憲政史と民主主義を論じたのである。

#### 『ジョージ三世の王位継承以降のイギリス憲法史（1760年-1860年)』執筆（1861年 -）
『ジョージ三世の王位継承以降のイギリス憲法史（1760年-1860年)』（The Constitutional History of England since the Accession of George III, 1760–1860、ロンドン、1861年 - 1863年初版、2巻、8vo。1871年第3版、3巻）はイギリスの憲政史に関する著作であり、ジョージ3世が即位した1760年から1860年までの100年間を扱っている。しかし、ジョージ3世の即位が憲政史における分水嶺というわけではなく、取り扱う期間が1760年から始まる理由はそれまでの歴史がヘンリー・ハラムの著作ですでに扱われていることだったという。
島田三郎と乗竹孝太郎による日本語訳は1883年から1888年にかけて経済雑誌社（第1から3巻）と輿論社（第4から6巻）より『英国憲法史』として出版された。このほか、メイの死後1894年時点でドイツ語とフランス語訳も出版され、19世紀末の『英国人名事典』が「ハラムに比肩する」と評価したものの、ホイッグ史観を採用しており、20世紀の歴史学者ハーバート・バターフィールドは「（メイの）証拠の様々な部分を合成する能力により、平凡な先人たちよりも大きな誤りを作り出してしまった」「歴史にドクトリン的要素を入れたことで、最初の誤りを増大させて、著作を真実から遠ざける結果となった」と批判している。ただし、先人のハラムが既にホイッグ史観に立脚しており、メイはこの立場を踏襲したとも評されている。ハラムと比較して、特に社会学的な観点からの考察がメイの著作では充実した内容となっている。同じく20世紀の歴史学者であるイアン・ラルフ・クリスティはメイの著作が「ジョージ3世の活動は権力を政治家から国王に移行させ、憲政上のバランスを破壊した」というホイッグ史観の通説に「1714年から1760年までの間に党派政治と責任内閣制が発展し、政治家がヴィクトリア朝後期のそれと同じように活動した」という仮定を追加し、ジョージ3世時代の実態が歪められてしまった。ロムニー・セジウィックによれば、この見方の結果、ジョージ3世が同時代の政治家から名誉革命で成立した体制の転覆を疑われたところは、歴史家の目には責任内閣制の転覆を疑われたと映ることになるという。
1912年にジャーナリストのフランシス・ホランド（Francis Holland）が1860年から1911年までの内容を追加して3巻で出版したが、脚注をほとんど用いないなどメイの作風とかけ離れているほか、著者の個人的な意見が含まれている作品であるため勝手に内容を追加すべきではないとして、同年のC・E・フライヤーによる書評で批判された。

#### 『ヨーロッパ民主史』執筆（1877年）
1877年の『ヨーロッパ民主史』（Democracy in Europe: A History、ロンドン、1877年、2巻、8vo）は民主主義をテーマとした著作であり、古代ギリシアや古代ローマなど主にヨーロッパ史を扱うが、インド、中国（清）、日本などアジア諸国にも触れており、日本については明治維新から10年ほどだったこともあり、「アジアの国が政治自由に向けて歩めるかはまだ分からない」としているものの、「政府が啓蒙的で進歩している」とも評している。また、イギリスについては「イングランドの改革者は大胆だったが、過去とは決して絶縁しなかった。彼らの目的は破壊ではなく、改善と再生である」と評した。
メイは同書の序論で啓蒙された国（enlightened nations）の歴史を「統治の原則を示す実例」（an illustration of the principles of government）とし、それを学ぶことで自由な国が生まれる理由と条件について知ることができるとした。
首相ウィリアム・グラッドストンは同書の出版が「歴史文学の発展における一大イベント」と手放しで絶賛した。同時代の歴史家初代アクトン男爵ジョン・ダルバーグ＝アクトンも1878年1月の書評でメイが「法律は社会の状況に依拠し、現実に基づかない考えや論争に依拠しないことを信じている」ため、「常に地に足をつけ、選別された事実、健全な判断力、信頼のおける経験に頼っている」と評価した。
日本語圏では川田徳二郎が『ヨーロッパ民主史』の緒論、フランスとイギリスの章の翻訳に取り掛かり、1882年に『欧州民力史論』として緒論とフランスの部第1巻が出版された。

### 引退と死
1886年4月に71歳で庶民院書記官を辞任、5月10日に連合王国貴族であるサウサンプトン州におけるファーンバラのファーンバラ男爵に叙されたが、貴族院議員への就任にも間に合わず、1週間後の5月17日にウェストミンスター宮殿にある官邸で死去した。葬儀ののち、24日にケンブリッジシャーのチペナムで埋葬された。妻との間に子女がおらず、爵位は廃絶した。爵位創設から廃絶まで7日しかないことになり、これは1日で廃絶したレイトン男爵（1896年創設）についで2番目の短さである。
1886年、ウェストミンスター寺院の聖マーガレット教会で初代ファーンバラ男爵の記念碑が立てられた。また、死後に撮影された写真に基づき、アルバート・ブルース＝ジョイが胸像を作製し、1890年3月6日に庶民院議長による除幕式が行われた。
首相ウィリアム・グラッドストン、庶民院議長チャールズ・ショー＝ルフェーブル、ジョン・エヴリン・デニソン、サー・ヘンリー・ブランド、アーサー・ウェルズリー・ピールなどとの書簡集が議会文書館に現存し、カミーユ・シルヴィによる鶏卵紙写真2枚（1861年4月）がナショナル・ポートレート・ギャラリーに所蔵されている。

## 評価と後世への影響

### 人物評
『英国人名事典』はメイを「有能、誠実で称賛に値する公務員」（a most able, faithful, and meritorious public servant）と称え、多くの人から尊敬されたとした。しかし、後世に庶民院書記官を務めたサー・ウィリアム・マッケイはメイが栄典に強い興味を持ったと指摘し、1884年に庶民院議長ブランドが首相グラッドストンにメイの枢密顧問官への任命を推薦したとき、メイが「ずうずうしくも『格別に適切』であると答え」、庶民院書記官から引退するときに賃金と同額の年金を求めたという。また、公務員としては公正だったものの、社交界では自由主義者と親しく、また庶民院勤務の公務員に自由党党員の息子を推薦することが多かったという。

### 議事規則本著者ベンサムとハットセルとの比較
「最大多数の最大幸福」で知られる功利主義の哲学者・経済学者・法学者ジェレミ・ベンサム（1748年 - 1832年）も議事規則について記しており（『Essay on Political Tactics』、1798年 - 1816年）、ベンサムと67歳年下のメイを比較したカリ・パロネン（Kari Palonen）の研究（2012年）が存在する。
パロネンによると、ベンサムとメイは双方ともに議会運営の公平性を説いている点では共通する。また、ベンサムも議題提出のタイミングや審議の長さといった時間に着目している。しかし、ベンサムが議会の「部外者」であるため実務経験を持たず、議会で生じる可能性のある問題や議事規則で定めるべき点を列挙して、イギリスの議会のみならず立法議会全般に適用できるようにしたのに対し、メイは議会に実際に関わり、イギリスの議会史において繰り返して議論された議事規則の問題を事例を引用しつつ解説した違いがある。
また、『アースキン・メイ』の初版序文でもメイ自ら言及している通り、メイ以前のイギリス議事規則本の権威としてはジョン・ハットセルによる著作（1781年初版、1818年第4版）が存在する。『アースキン・メイ』では1818年以降の庶民院における事例を取り上げたほか、ハットセルの著作では取り扱われなかった貴族院における事例も採用したという。また、ハットセルの著作が先例に基づくアプローチで、あくまでも先例集（collection of precedents）という形をとっているのに対し、メイは年代順ではなくトピック毎に原則、根拠、先例という順で並べ、議会規則を読みやすくした。さらに、独立した問題への回答ではなく、議事規則の根底にある原則とロジックを明示することで、読者に議事規則について再考し、それを合理化できる機会を与えることになる。

### 各国への翻訳・波及
『アースキン・メイ』は1850年代にはすでにイギリス国外でも評価されており、スウェーデンとオスマン帝国の議会がメイに接触したほか、『タイムズ』紙は『議会の法、特権、手続と慣習』が本国よりもオーストラリアで有名であると報じた。
メイの死から8年後の1894年時点で、日本語、イタリア語、スペイン語、ドイツ語、ハンガリー語、フランス語訳が出版された。日本では1879年（明治12年）に小池靖一による日本語訳『英國議院典例』が律書房より出版されている（翻訳元は1873年に出版された第7版）。明治期の日本ではメイの名前を「多摩斯阿爾斯京理」（トマス・オルスキン・メイ）と表記していた。

#### ニュージーランド議会との交流
ニュージーランド議会は1854年に設立された。同年に急遽制定された議事規則ではイギリス庶民院の慣習に従うという原則が定められ、冒頭に「特記がない場合は『議会の法、手続と慣習』が参考になる」と明記されたほどだった。同年にはイギリス庶民院も議事規則を出版しているが、その内容は似ておらず、同年に出版されたのは偶然だった。しかし1865年にニュージーランド議会の議事規則が改訂されたとき、メイの著作をほぼコピーしたものになってしまった。また議会がメイ本人に手紙を介して助言を求めることも頻繁であり、1862年から1864年までニュージーランド両院の金銭法案（租税、歳出を扱う法案）をめぐる論争ではメイの返答がそのまま結論となった。これは下院で可決された金銭法案を上院が修正する権限があるか、という論争であり、メイは「地球の反対側での論争に参加したくない」としつつ、「（イギリスの）庶民院から送付された法案に対し、貴族院が修正すると、庶民院はその特権と両院の関係に基づき修正を拒否するだろう」との返答を示した。このように、メイは片方に寄った意見をせず、イギリスでの慣習を述べる形に留まることで、論争に巻き込まれることを避けつつ、慣習という事実が影響力を発揮できるようにした。
ニュージーランド議会の規則は19世紀中には大きな改革が行われず、フランスのアンドレ・シーグフリード（André Siegfried）は1904年の『ニュージーランドの民主制』（La Démocratie en Nouvelle-Zélande）で「議会開会はウェストミンスターのそれを模倣した、旧態依然の儀式のなかで行われた。伝統の本拠地であるイングランドでなら通用したかもしれないが、植民地においてははっきりいってばかげている」などと酷評した。

#### 日本：陸奥宗光との対談（1884年）
メイの死後に日本の外務大臣を務め、「陸奥外交」の一環でイギリスとも所縁のある陸奥宗光は、ヨーロッパ留学中（1884年 - 1885年）にメイ本人に教えを請うた記録が残っている。その議題は以下のとおり、小選挙区制、議会の二院制、政党政治、責任内閣制など多岐に渡った。
このとき、イギリスでは第3次選挙法改正の最中であり、選挙法改正を行う第2次グラッドストン内閣をメイは実務面から支えていた。そうした中、陸奥は日本が採用すべき選挙制度をメイに尋ね、メイは「小選挙区制は間違いなく最も単純」を理由として小選挙区制を勧め、陸奥が小選挙区制において多くの死票が発生するという問題を指摘すると、メイは多数の得票を得た政党が敗北するという状況が「起こる可能性はあまりないと思う」、「選挙において完全なる公正と平等は不可能である」と小選挙区制への支持を維持した。1885年に陸奥がドイツの社会学者、法学者ローレンツ・フォン・シュタインに同様の質問をしたとき、シュタインはメイとは対照的な形で「拘束名簿式比例代表制（原文はScrutin de Liste）は選挙の原理として唯一正しい考えかたである」と回答し、死票の問題と「選挙区の区割りは作られたものなので、特定の地方の多数派は国家全体の本当の多数派を支配することになるかもしれない」という問題を指摘して、比例代表制で下院多数派を占める政党が現れないようにして、下院の暴走を抑えられるようにすべきとした。陸奥の講義ノートを研究した高世信晃は2人の回答について考察し、メイが「イギリス政治の実地経験から具体的かつ実践的な」回答をし、シュタインが「行政府に権力を集中させ政府の安定に最大限の注意を払っていた」としている。
メイは日本が上院を設立すべきかについての質問へは「立憲政府を導入するためには必要不可欠」として設立すべきと考えを示し、また「少数派は政治的要求を勝ち取るために政党を組織し、議会へ代表を送り込むだろう」と陸奥に述べ、はからずも労働者による労働党設立を予想した。最終的に陸奥が研究をまとめて提出した『憲法論』では小選挙区制を支持したが、その理由はメイが述べたものと全く同じである。
また陸奥が「イギリスが責任内閣制の恩恵を享受しているのは、徐々にほとんど無意識のうちに形成されたことと慣習とが、一体になることによる」と指摘すると、メイもそれに同調して「イギリスがそうだったように、日本も議会制政治を確立するには200年かかるであろう」と答えた。

### 『アースキン・メイ』の改訂と現代政治
21世紀の庶民院委員会秘書官ポール・エヴァンス（Paul Evans）らによると、メイの存命中に出版された第9版までは議員の注目するところである議員の権力と特権（powers and privileges）に関する内容が大半だったが、以降は「万人向けのガイドブックから法学の教科書」に移り、特に第14版（1946年）が顕著だったという。
「アースキン・メイ」（Erskine May）の通称は現代でも使用されており、イギリス議会のウェブサイトでも「議事運営手続きの聖書」（the Bible of parliamentary procedure）との呼称で言及している。庶民院議長は裁定においてアースキン・メイを引用することが多く、庶民院での議論でも引用される。
またメイの日記を20世紀後半に編纂したマッケイによると、イギリスにおける影響としては議事規則が不文律である慣習から法典化された規則に変わる傾向をはじめたことが挙げられる。一方、21世紀の庶民院日誌書記官マーク・ハットン（Mark Hutton）もイギリスの憲法が非成典憲法であるとし、『アースキン・メイ』がイギリスの憲法の一部であるとしたが、『アースキン・メイ』は「手続きの聖書」（procedural bible）とは言えないとした。また、ハットンは「議会は多くのルールがあるものの、ルール志向（rules-based）の組織ではなく、慣習と先例に基づき運営されている。議事規則（standing orders）、決議、成文法（statute）で記述されているルールは慣習への注釈あるいは改正にすぎない」とも述べている。
また、議会内部だけでなく一般メディアにも「アースキン・メイ」の表現が用いられることがある。例えば欧州連合離脱（Brexit）でイギリス議会が紛糾していた2018年、日刊紙タイムズのコラムニストであるフィリップ・コリンズ（Philip Collins）は「テリーザ・メイ首相より『アースキン・メイ』の方が役に立つ時期に差し掛かっている」と同姓のMayつながりで当時の政局を皮肉っている。統制の取れなくなった議会を正常化させるには、議事規則に則るべきとの主張である。この批判は他メディアにも引用された。

## 家族
1839年8月27日、ルイーザ・ジョハンナ・ロートン（Louisa Johanna Laughton、1901年2月2日没、公務員ジョージ・ロートンの娘）と結婚したが、2人の間に子供はいなかった。
記録上メイには3人の姉がおり、メイとはそれぞれ20歳、18歳、13歳離れている。3番目の姉アン・アグネスはメイの妻ルイーザの兄と結婚しており、アン・アグネスが45歳で他界するとその娘（メイの姪）はメイの自宅で暮らし続けた。
メイの父親ないし祖父が初代アースキン男爵トマス・アースキン（1750年 - 1823年）だった可能性については、確たる証拠は残っていない。アースキン男爵は1770年代中頃（メイが生まれる約40年前）に最初の結婚をしており、8人の子を儲けている。洗礼上の記録上でメイの母とされるサラが、アースキン男爵の娘だったとの憶測もある。

## 著作一覧
- 「帝国議会」（The Imperial Parliament、『Knight's Store of Knowledge for All Readers』への寄稿、ロンドン、1841年）[160]
- 『議会の法、特権、手続と慣習』（A Treatise upon the Law, Privileges, Proceedings and Usage of Parliament、1844年初版[74]、8vo[2]、メイ本人は第9版まで改訂）
- 『議会公務を促進するための所見と提言』（Remarks and Suggestions with a View to Facilitate the Dispatch of Public Business in Parliament、ロンドン、1849年、8voパンフレット[2]）
- 『選挙法の統合について』（On the Consolidation of the Election Laws、ロンドン、1850年、8voパンフレット）[2]
- 「議会立法機構」（The Machinery of Parliamentary Legislation、『エディンバラ・レビュー（英語版）』への寄稿、1854年1月） - 投稿時点では匿名だったが[89]、1881年の再版で記名となった[90]
- 『庶民院の公務進行に関する規則、命令と形式』（Rules, Orders and Forms of Proceedings of the House of Commons, relating to Public Business、1854年出版）[161]
- 『ジョージ三世の王位継承以降のイギリス憲法史（1760年-1860年)』[注 23]（The Constitutional History of England since the Accession of George III, 1760–1860、ロンドン、1861年 - 1863年初版、2巻、8vo。1871年第3版、3巻）[2]
- 『ヨーロッパ民主史』（Democracy in Europe: A History、ロンドン、1877年、2巻、8vo）[2]
- 『ブリタニカ百科事典第9版』の記事『Parliament』（議会）（1885年出版）[162]
- 『ブリタニカ百科事典第11版』の記事『Parliament』（議会）（1911年出版、ヒュー・チザムと共作）[163]

上記以外にも『ペニー・サイクロペディア』、『ロー・マガジン』（Law Magazine）といった雑誌に寄稿した。

## 略年表
- 1815年2月8日 - 弁護士の息子としてロンドン北西部で誕生[31][46]
- 1815年11月 - 第二次パリ条約締結でナポレオン戦争が終結、戦後不況[15]
- 1826年 - 寄宿制のベッドフォード・グラマースクール（英語版）で学ぶ（1831年まで）[2][31][46]
- 1831年 - 庶民院図書館（英語版）での仕事を開始し[11]、庶民院日誌の索引付け業務に従事[70]
- 1832年 - 第1次選挙法改正（選挙権が都市部の商店主クラスにまで拡大）[164]
- 1834年6月20日 - 庶民院図書館に在籍のまま、法曹院のミドル・テンプルに進学[2][71]
- 1834年10月 - 議会大火（英語版）で庶民院図書館の一部が焼失し、勉学に集中[72]
- 1838年5月4日 - 弁護士資格免許を取得[2][71]
- 1839年 - 庶民院日誌の索引付け完成[66]、ルイーザ・ジョハンナ・ロートンと結婚[31][73]
- 1844年 - 『アースキン・メイ』初版上梓
- 1847年 - 私法律案請願審査官および弁護士費用査定官に就任（1856年まで）[2][75][33][注 17]
- 1849年 - パンフレット『議会公務を促進するための所見と提言』上梓
- 1850年 - パンフレット『選挙法の統合について』上梓
- 1852年 - 『アースキン・メイ』第2版改訂
- 1854年 - 論文「議会立法機構」寄稿
- 1855年 - 『アースキン・メイ』第3版改訂
- 1855年12月 - 庶民院書記官補佐に就任（1871年2月まで）[35]
- 1857年 - 庶民院日誌索引（1837年から1852年まで）を共著出版[68]
- 1861年 - 『ジョージ三世の王位継承以降のイギリス憲法史（1760年-1860年)』上梓
- 1866年 - 成文法改正委員会の議長（1884年まで）、および法律摘要委員会の委員に就任[2]
- 1867年 - 第2次選挙法改正（英語版）（選挙権が都市労働者にまで拡大）[117]
- 1871年2月 - 庶民院書記官に昇格（1886年4月まで）
- 1877年 - 『ヨーロッパ民主史』上梓
- 1884年 - 第3次選挙法改正（英語版）（選挙権が農村・鉱山労働者にまで拡大）[117]
- 1886年5月 - ファーンバラ男爵に叙されるも、1週間後に死去（享年71歳）[2][31][111]